# Episodio del cachorro
«El episodio del cachorro» ("The Puppy Episode" en inglés) es un episodio en dos partes de la serie de televisión estadounidense Ellen. Sus dos partes fueron los episodios 22.º y 23.º de la cuarta temporada de esta comedia de situación. El episodio narra cómo el personaje protagonista, Ellen Morgan, se da cuenta de que es lesbiana y su salida del armario. El episodio fue escrito por la propia protagonista de la serie, Ellen DeGeneres, junto a Mark Driscoll, Tracy Newman, Dava Savel y Jonathan Stark, y fue dirigido por Gil Junger. Se emitió originalmente el 30 de abril de 1997 en la cadena ABC. En este episodio no aparece ningún cachorro; su título alude a un comentario sarcástico que hizo uno de los productores por la falta de novedades de la serie, sugiriendo que si no se les ocurría nada nuevo el personaje protagonista se comprara un cachorro. 
DeGeneres empezó a negociar con la ABC en 1996 la salida del armario del personaje Ellen Morgan. Cuando los términos de la negociación se conocieron, DeGeneres se convirtió en el centro de especulaciones sobre cuándo ella, su personaje, o ambos saldrían del armario. Los rumores terminaron confirmándose cuando empezó la producción en marzo de 1997, produciéndose la salida del armario de Ellen tanto en la ficción como en la vida real. A pesar de las amenazas de los anunciantes y los grupos de presión conservadores, el Episodio del cachorro fue un gran éxito de audiencia, ganó varios premios y se convirtió en un fenómeno cultural. Sin embargo, el éxito de este episodio no evitó que la serie perdiera audiencia y DeGeneres y su programa pronto cosecharon la crítica de ser demasiado homosexual. La serie fue cancelada tras una temporada más y entonces Ellen DeGeneres y Laura Dern vieron declinar sus carreras de actriz.

## Argumento
Ellen sale a cenar con Richard, un viejo amigo periodista que ha venido a la ciudad a cubrir un reportaje. Su productora, Susan, se les une a los postres y ella y Ellen enseguida congenian. Ellen acompaña a Richard a su habitación de hotel. Entonces él intenta seducirla, pero ella, incómoda, rehúsa y se va. Cuando llega al hall del hotel se encuentra con Susan, que la invita a ir a su habitación. Pasan un rato charlando amigablemente y disfrutando de su mutua compañía hasta que Susan le dice a Ellen que ella es lesbiana y que cree que Ellen también lo es. Ellen lo niega y le dice que lo que pasa es que trata de «reclutarla». Susan le responde sarcásticamente que tendría que llamar al «cuartel general» para informarles de que Ellen se escapa. Una agitada Ellen deja la habitación de Susan y regresa a la de Richard, decidida a acostarse con él para demostrarse que no es lesbiana.
Al día siguiente Ellen les cuenta a sus amigos en la librería que ella y Richard tuvieron una sesión de sexo impresionante. Pero a su psiquiatra le cuenta la verdad: que fue incapaz de practicar el sexo con Richard. Se lamenta de que únicamente quiere conectar con alguien. Su psiquiatra le pregunta si alguna vez ha conectado así con alguien y Ellen le responde que con Susan.
Ellen recibe un mensaje de Richard diciendo que tiene que dejar la ciudad antes de lo previsto. Entonces se apresura para llegar al aeropuerto para despedirse y hablar con Susan. Ellen le dice a Susan que tenía razón, aunque se resiste a decir la palabra. Al final Ellen se atreve a decir «Soy homosexual», sin darse cuenta de que su voz está siendo emitida por el sistema de megafonía del aeropuerto. Y para hacer la situación más embarazosa, Susan no tenía que irse con Richard como Ellen había supuesto, sino que en realidad se iba a quedar varios días más. 
Esa noche Ellen tiene un sueño en el que está comprando en un supermercado y por todos los lados aparecen referencias lésbicas, y tanto los vendedores como los clientes saben que es lesbiana. Comenta su sueño con su psiquiatra y se da cuenta de que ha estado reprimiendo su sexualidad durante muchos años. Su terapeuta le anima a que salga del armario con sus amigos, pero a Ellen le preocupa no ser aceptada. Dice «quiero decir, que no verás pasteles que digan: bien por ti, eres homosexual», a lo que la psiquiatra le responde «Bien por ti; eres homosexual.»
Ellen invita a sus amigos para decirles que es lesbiana. Antes de que lleguen los demás se lo dice a su vecino gay, Peter. Cuando todos llegan, Ellen vacila al intentar decírselo, hasta que Peter exclama: «Por el amor de Dios, diles ya que eres homosexual.» Ellen asiente y todos sus amigos se muestran comprensivos, aunque su amiga Paige duda un poco y Joe les cobra a todos la apuesta que habían hecho sobre la sexualidad de Ellen.
Al día siguiente Ellen y Susan se encuentran en la librería y Susan le dice que siente algo por ella, pero que tiene pareja. A Ellen se le rompe el corazón y Susan se va. Para animarla, sus amigos la llevan a una cafetería de lesbianas. Allí Ellen piensa erróneamente que la camarera está intentando seducirla y se disgusta cuando otra mujer intenta ligar con Paige en lugar de con ella.
Al final del episodio, bajo los títulos de crédito finales, se hace un último sketch cómico: Susan lleva a Ellen a presencia de Melissa Etheridge, ante la que confirma que es lesbiana, y tras rellenar los formularios de inscripción, premia a Susan con un tostador por reclutarla.

## Estrellas invitadas
- Steven Eckholdt – Richard
- Laura Dern – Susan
- Oprah Winfrey – psiquiatra
- Billy Bob Thornton – vendedor
- Jenny Shimizu – mujer del asilo

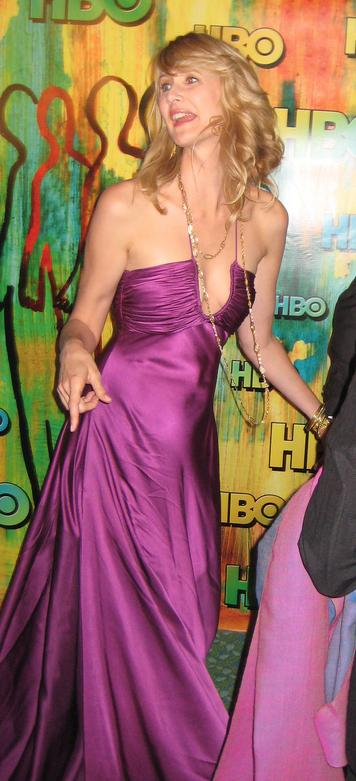
Laura Dern interpretó a Susan.

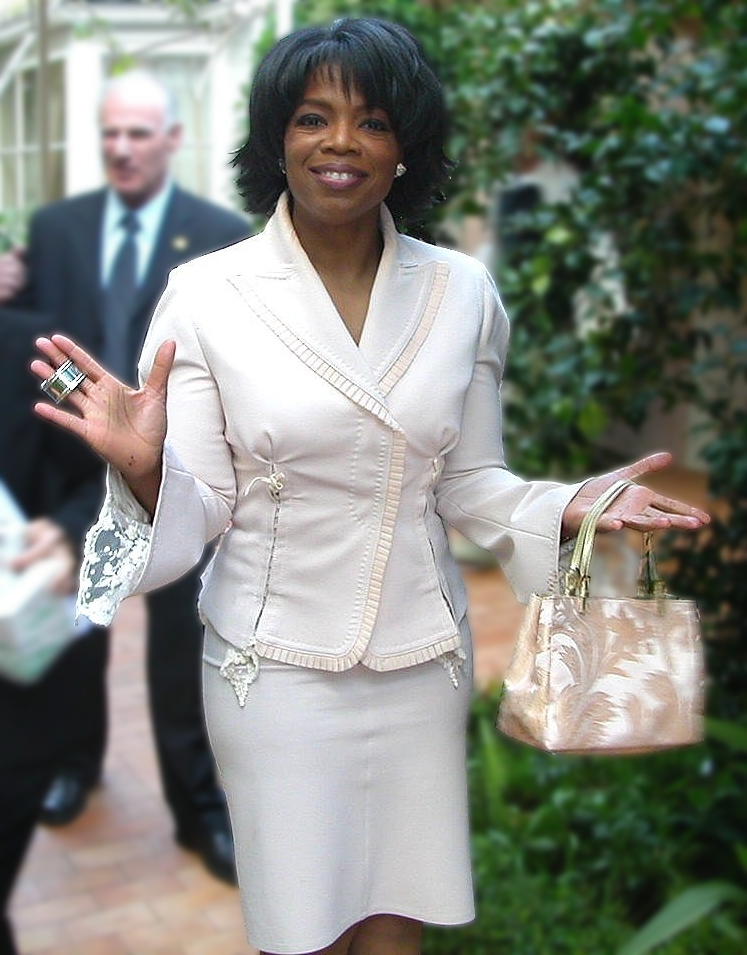
Oprah Winfrey interpretó a la psiquiatra.

- Demi Moore – empleada de las degustaciones
- k.d. lang – primera cajera / cantante / Janine
- Gina Gershon – segunda cajera
- Jorja Fox – mujer atractiva
- Dwight Yoakam – chico de las bolsas
- Betty DeGeneres – mujer del aeropuerto
- Melissa Etheridge – ella misma

## Producción
Al final de la tercera temporada de Ellen, los productores mostraron su frustración por la falta de perspectivas de la serie y por la ausencia de citas y relaciones sentimentales del personaje principal, Ellen Morgan, como era habitual en las comedias de situación. Un productor afirmó que, de seguir así, el personaje debería comprar un cachorro, indicando que hasta eso sería más emocionante que la falta de novedades que había. Esta sugerencia fue lo que le daría título al episodio de la salida del armario. En el verano de 1996, DeGeneres y los demás guionistas empezaron a negociar con la ABC y su empresa matriz, Disney, para que Ellen Morgan saliera del armario en la cuarta temporada. El tema de las negociaciones se filtró en septiembre de ese año, provocando una tormenta de especulaciones sobre si el personaje, la actriz o ambas saldrían del armario. El grupo de control de medios de comunicación de Gay and Lesbian Alliance Against Defamation (GLAAD) comenzó una campaña con el lema «Dejen que Ellen salga», y creó una página web de vigilancia de Ellen. Disney rechazó el primer borrador del guion, con el ejecutivo de Disney, Dean Valentine, afirmando que no iba suficientemente lejos. El director Junger informó que Valentine dijo "'Si vamos a hacerlo, hagámoslo.' Una vez dijo que fuéramos tan lejos como pudiéramos, se hizo muy divertido escribir." Una vez que se aseguró la aprobación de Disney, la ABC anunció el 3 de marzo de 1997 que Ellen Morgan saldría del armario. "El episodio del cachorro" empezó a producirse el 7 de marzo. Se empezaron a buscar estrellas invitadas famosas para el proyecto. Según el guionista y productor Driscoll: «De repente todos esos actores de talento estaban haciendo cola para estar en el episodio. Se extendió el rumor de que sería un episodio histórico. Cuando Oprah se ofreció — y fue tan maravillosa, abierta y generosa — de repente le dio este gran peso.»
Cuando el tema del episodio se hizo público empezó la reacción. El estudio recibió por lo menos una amenaza de bomba y llamaron a Driscoll por teléfono diciéndole que iría al infierno. DeGeneres fue seguida de camino al estudio por un coche con un hombre sospechoso por lo menos en una ocasión. Algunos en la industria del espectáculo supusieron que la salida del armario era simplemente un truco para subir la audiencia, a lo que DeGeneres respondió: «Lo hice egoístamente por mí y porque pensé que sería algo grande para el programa, que necesitaba desesperadamente una perspectiva.»
DeGeneres empezó a soltar indirectas a medida que se aproximaba la emisión del "Episodio del cachorro", sugiriendo que planeaba salir del armario en la vida real a la vez que su personaje, como en un gag visual, en el que Ellen Morgan tropezaba y se metía en un armario y luego salía de él, y otros donde sus amigos decían «Ellen, ¿sales o no?» y «Sí, ¡deja de fastidiarnos y sal ya!» La psiquiatra de Morgan comentaba que si no salía, seguiría teniendo esos sueños y que aflorarían en su vida como pequeñas pistas, que poco a poco se harían más obvias. Y finalmente se cansaría." Además desató comentarios cuando besó a k.d. lang durante su presentación en una función de un centro de gais y lesbianas en Los Ángeles, a inicios de 1997. DeGeneres finalmente salió del armario en la portada de la revista Time del 14 de abril de 1997, con el titular  «"Yep, I'm Gay"» (Sip, soy homosexual.) Además apareció en El show de Oprah Winfrey con su novia de entonces, Anne Heche, el día que se emitía el "El episodio del cachorro".

## Acogida

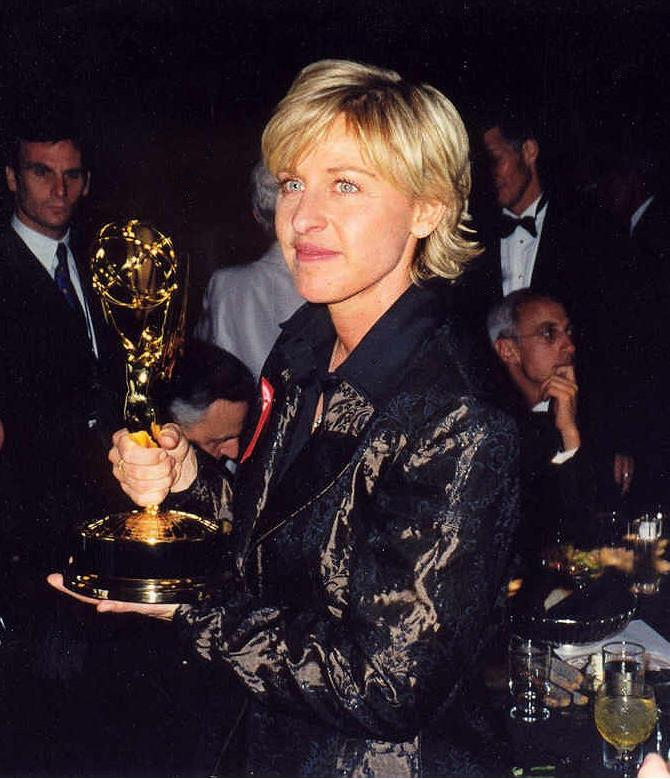
Ellen DeGeneres recogiendo el Emmy al mejor guion de comedia de 1997 por el Episodio del cachorro.

"El episodio del cachorro" y la salida del armario paralela de DeGeneres generaron una enorme publicidad antes de que el programa se emitiera. Los grupos de derechas como American Family Association presionaron a la ABC para que abandonara esa línea argumental y a los anunciantes para que no se anunciaran en el programa; dos anunciantes ocasionales, J. C. Penney y Chrysler, decidieron no comprar tiempo de anuncios durante el episodio. Otro anunciante, Wendy's, decidió dejar de anunciarse en el programa para siempre. A pesar de estas pérdidas de estos anunciantes potenciales la ABC rechazó anuncios de organizaciones y empresas dirigidas al público LGBT como Human Rights Campaign (HRC) y la empresa de vacaciones para lesbianas Olivia Cruises. Jerry Falwell llamó a DeGeneres «Ellen Degenerada», a lo que DeGeneres respondió:  «Llevo aguantando eso desde que estaba en cuarto curso, supongo que estoy contenta de poder darle trabajo.» GLAAD organizó fiestas de salida del armario con Ellen en casas de todo Estados Unidos, y HRC creó un equipo para fiestas de salida del armario de Ellen que incluían invitaciones, pósteres y un juego de preguntas de Ellen. HRC tenía planeado producir 300 de estos equipos, pero debido al gran número de peticiones al final enviaron unos 3.000. La filial de la ABC, WBMA-LP, en Birmingham (Alabama), alegando los valores familiares pidió a la ABC trasladar el episodio de la hora de máxima audiencia a la parrilla nocturna. Cuando la ABC declinó la petición esta filial se negó a emitir el episodio en cualquier horario. La organización LGBT local del orgullo gay en Birmingham alquiló un teatro con 5.000 localidades y montó una conexión por satélite, y se agotaron las entradas. Activistas locales hicieron circular una petición para que la filial de Abilene (Texas), KTXS-TV, no emitieran el episodio pero no lo consiguieron.
"El episodio del cachorro" tuvo la máxima cuota de pantalla de cualquier episodio de la serie Ellen, con unos 42 millones de espectadores en Estados Unidos. El episodio se situó en el puesto 46.º en la lista de TV Guide de los 100 episodios de TV de mayor audiencia de todos los tiempos.
"Episodio del cachorro" ganó los premios Emmy al mejor guion de comedia y a la mejor edición. Además el episodio ganó un premio Peabody, y DeGeneres ganó un premio GLAAD de los medios en 1998. La salida del armario de Ellen Morgan se describió como «el momento gay más publicitado, esperado y posiblemente influyente de la televisión.» GLAAD reconoció el mérito a Ellen de haber abierto el camino para programas de temática LGBT posteriores como Will and Grace, The L Word y Ugly Betty, y se ha afirmado que Ellen y las otras series que presentan personajes LGBT han ayudado a reducir los prejuicios sociales contra homosexuales, bisexuales y transexuales.
Tras el éxito de "El episodio del cachorro", la serie Ellen renovó contrato para una temporada más. En esta quinta temporada la ABC encabezó cada episodio con un aviso de contenido para padres. DeGeneres criticó duramente a la ABC por incluir estos avisos, diciendo en una entrevista al Entertainment Weekly: «Es como esa voz que se escucha cuando entras en algún tipo de centro radiactivo. Es muy ofensivo, ¿y crees que eso no va a afectar a la audiencia?» DeGeneres posteriormente comentó que creía que era hipócrita por parte de la ABC, citando episodios de series de la ABC como The Drew Carey Show y Spin City que habían tenido besos entre dos hombres (incluso se alentó a que se incluyera en el episodio de Carey): «No hay ningún aviso de descargo de responsabilidad [en el programa de Carey], porque se trata de dos hombres heterosexuales y hacen bromas de la heterosexualidad (…) [Spin City se emitió sin aviso] porque ninguno (Michael J. Fox ni Michael Boatman) son verdaderamente gais en la vida real.» Los capítulos tras el "Episodio del cachorro" trataron el tema de decírselo a sus padres y su jefe, dejar su trabajo en la librería y encontrar una serie de nuevos empleos, además de la búsqueda una pareja y aprender cosas sobre la comunidad LGBT. Entonces empezó a recibir críticas por el exceso de temática homosexual, incluso algunos homosexuales criticaron el exceso de ese tipo de contenido en la serie, como Chastity Bono, que en aquel tiempo trabajaba para el GLAAD, que dijo: « [Ellen] es tan homosexual que está excluyendo a gran parte de nuestra sociedad. Gran parte del contenido es algún tipo de broma privada. Una cosa es tener un personaje principal homosexual y otra que en cada episodio se trate específicamente el tema homosexual.» Bono posteriormente dijo que sus comentarios se habían sacado de contexto. 
Las audiencias bajaron y al finalizar la quinta temporada Ellen se canceló. Tras esta cancelación Ellen DeGeneres dirigió su carrera al humorismo en monólogos. Volvió a la televisión brevemente en 2001 con la serie The Ellen Show, con un personaje, Ellen Richmond, abiertamente lesbiana desde el principio, antes de alcanzar de nuevo el éxito con su talk show The Ellen DeGeneres Show.
La artista invitada Laura Dern también hizo frente a una crisis en su carrera tras la aparición en la serie. En una entrevista de 2007 para el programa de Degeneres conmemorando el décimo aniversario del "Episodio del cachorro", Dern afirmó que no la contrataron durante un año y medio después interpretar a Susan. A pesar de todo, Dern dijo que estaba agradecida por la extraordinaria experiencia y la oportunidad de haber formado parte de aquel episodio. Al hablar de su experiencia DeGeneres dijo: «Fue un gran paso en mi vida. Creo que la gente apreció la honestidad en ello. Creo que ayudó a mucha gente, y todavía hoy oigo sobre padres e hijos que mantuvieron una conversación sincera por haber visto el programa. Eso es finalmente lo que la televisión puede ser: puede hacer que el diálogo empiece.»